# Beutegermane
Beutegermane ist ein Begriff, der seit der Annexion von Gebieten durch das Deutsche Reich im Jahr 1938 benutzt wird. Auch nach dem Zweiten Weltkrieg wurde er, nicht nur von Deutschen, bis in die Gegenwart hinein benutzt.

## Fremdbezeichnung

### Benutzer: Deutsche in Deutschland

#### 1938–1945
Als „Beutegermanen“ wurden von großen Teilen der Bevölkerung im Deutschen Reich (vor allem in abwertender Absicht) ab 1938 die „Volksdeutschen“ genannt, die nach dem Münchner Abkommen und danach im Zweiten Weltkrieg in die Deutsche Volksliste aufgenommen worden waren, z. T. mit fragwürdigen Methoden. Die Männer unter ihnen mussten Kriegsdienst in der deutschen Wehrmacht leisten. In die Kategorie der „Beutegermanen“ wurden oft auch Nicht-Deutsche eingestuft, die (teils wirklich freiwillig, teils gezwungenermaßen) als „Hilfswillige“ am Kriegsgeschehen auf deutscher Seite teilnahmen (vgl. z. B. Lettische SS-Verbände).
„Beutegermanen“ wurden beispielsweise die Rekruten der freiwilligen SS-Division Prinz Eugen genannt, die mit freiwilligen Volksdeutschen (Donau-Schwaben aus Rumänien und Jugoslawien) aufgestellt wurde. Auch die nicht-deutschen Einheiten bzw. Soldaten der Divisionen der Waffen-SS wurden so bezeichnet.
Die 7. Armee der Wehrmacht, die in der Normandie stationiert war und die Invasion der Alliierten abwehren sollte, bestand zu einem Fünftel der Soldaten aus zwangsrekrutierten Polen und sowjetischen Kriegsgefangenen. Auch Letztere galten zur Zeit ihres Einsatzes als „Beutegermanen“.

#### 1945 bis heute
Die Fremdbezeichnung „Beutegermanen“ blieb für diese Menschen weiterhin bestehen, nachdem sie aus ihren Siedlungsgebieten im Osten (der Sowjetunion, den baltischen Staaten, Polen, dem Sudetenland, Rumänien und Ungarn) nach Deutschland gekommen waren (meistens mit der zurückweichenden deutschen Wehrmacht). Wie auch deutschen Staatsangehörigen aus den Gebieten östlich der Oder-Neiße-Grenze warfen Einheimische in der unmittelbaren Nachkriegszeit oft den „Beutegermanen“ vor allem vor, dass diese sie nötigten, ohnehin knappe Güter mit ihnen teilen zu müssen.

### Übernahme des Begriffs durch Nicht-Deutsche
Auch in Polen wurde nach dem Zweiten Weltkrieg der Begriff „Beutegermane“ benutzt. Dort ist er Bestandteil der These, dass es unter den polnischen Staatsbürgern im Jahr 1939 keine Deutschen gegeben habe. Ein Teil der längst polonisierten Deutschstämmigen unter den polnischen Staatsangehörigen habe sich aus opportunistischen Gründen an seine deutschen Vorfahren erinnert, und andere Polen seien zwangsgermanisiert worden.

## Eigenbezeichnung
Gelegentlich wurde nach 1945 der Begriff „Beutegermane“ auch als nicht abwertend gemeinte Selbstbezeichnung benutzt,
z. B. in einem 1951 verfassten Brief des bekannten Judenretters Oskar Schindler: „Erst will ich feststellen, dass ich nicht Altreichs-Deutscher, sondern Sudetendeutscher bin, also Beutegermane, und gehöre heute in die Millionenarmee der Heimatvertriebenen. (Mir sind die Bilder meiner Flucht und Erniedrigung mit all dem blutigen Gräuel der sadistischen Meute der Tschechei genauso lebhaft in Erinnerung wie die Untaten deutscher ›Übermenschen‹ gegen wehrlose Juden, Polen, Frauen und Kinder).“